# Hainstraße 8 (Leipzig)

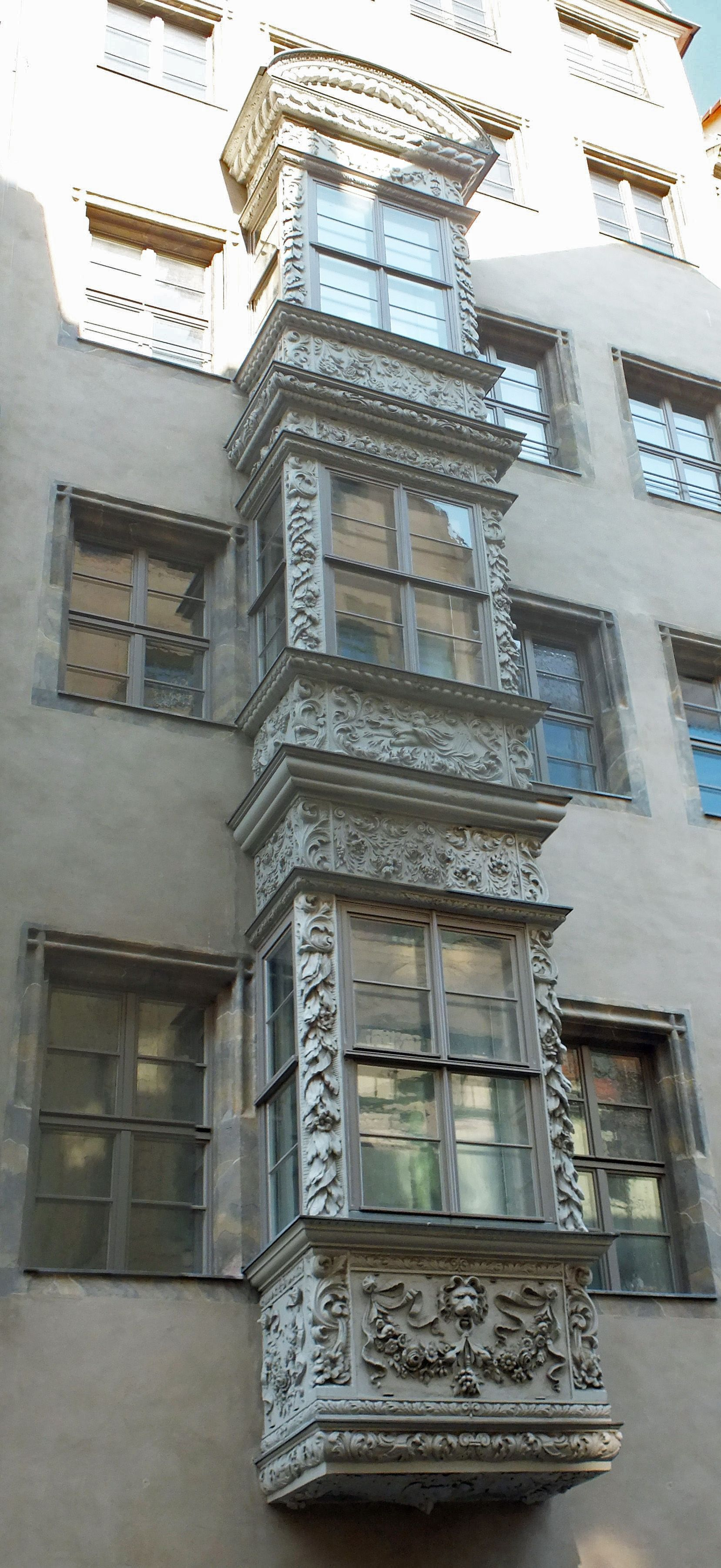
Der barocke Erker am Renaissance-Haus (2017)

Das Haus Hainstraße 8 in Leipzig ist ein Wohn- und Geschäftshaus aus der Zeit der Renaissance. Es ist das älteste erhaltene Wohnhaus der Stadt und steht unter Denkmalschutz.

## Beschreibung
Das fünfgeschossige Gebäude ist fünf Fensterachsen breit. Im Erdgeschoss befinden sich Geschäftsräume, die durch einen großen Rundbogenzugang erreicht werden. Die Gewände der Fenster der Etagen sind aus marmoriert überstrichenem Rochlitzer Porphyr und zeigen in ihrer oberen Hälfte sich kreuzende Stabprofile. Vor der zweiten Fensterachse von links hängt ein vom ersten bis zum dritten Obergeschoss reichender Holzerker. Er besitzt eine reiche Verzierung aus Stuck mit vorwiegend pflanzlichen Motiven und wird von einem Rundbogen abgeschlossen. Das Frontispiz vor dem Walmdach ist drei Fenster breit.
Im Erdgeschoss ist das historische Kreuzgewölbe erhalten. Das Erkerzimmer in der ersten Etage weist noch den Stuck aus der Barockzeit auf, und im dritten Obergeschoss findet sich eine bemalte Holzdecke aus der Renaissance.

## Geschichte
Im Jahr 1542 erwarb der aus Nürnberg stammende Rats- und Handelsherr Anton Lotter (1507–1583), der Bruder des späteren Bürgermeisters von Leipzig Hieronymus Lotter (1497–1580), für 850 Taler ein Haus in der Hainstraße. Es muss wohl bald umgebaut worden sein – es wird vermutet von Hieronymus Lotter – denn beim erneuten Verkauf 1575 wurde nahezu der vierfache Preis erzielt. Es war zunächst viergeschossig mit einem Satteldach und den für die Renaissance typischen Stabprofilen an den Fenstergewänden aus Rochlitzer Porphyr.
1703 erhielt es den zunächst zweigeschossigen barocken Kastenerker. Obwohl verschiedene Gewerke daran beteiligt waren, wird er hauptsächlich dem Bildhauer Johann Jacob Löbelt (1652–1709) zugeschrieben. Die Fenstergewände wurden marmoriert überstrichen. 1711 wurden Haus und Erker um je ein Geschoss aufgestockt und das Frontispiz errichtet.

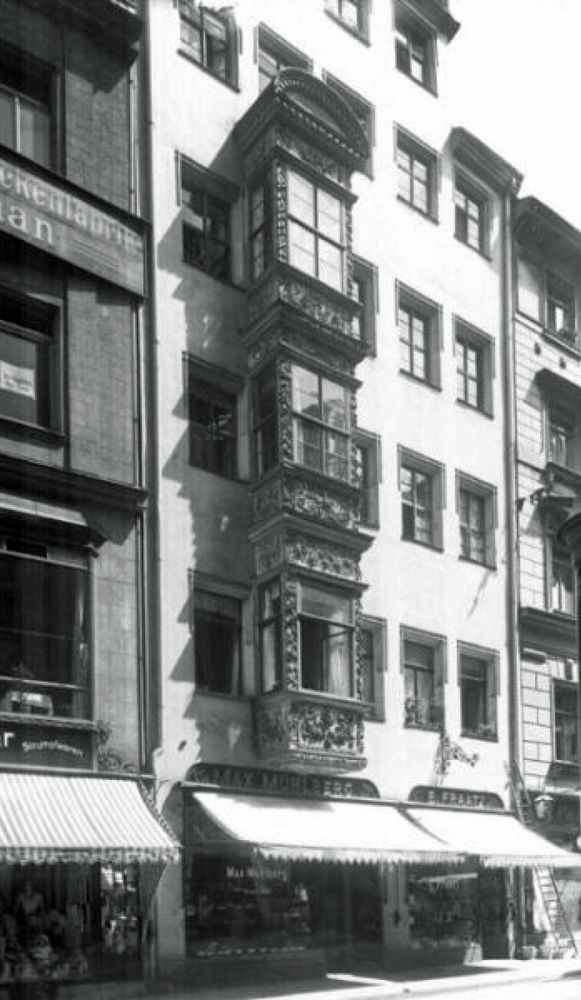
Das Haus um 1910

Von 1768 bis 1771 wohnte der spätere russische Schriftsteller Alexander Nikolajewitsch Radischtschew (1749–1802) während seiner Leipziger Studienzeit mit weiteren russischen Kommilitonen in diesem Hause. Ab Mitte des 19. Jahrhunderts war im Erdgeschoss ein Bäckereigeschäft. Im 20. Jahrhundert übernahm selbiges die Familie Goldschmidt vom Vorgänger Mühlberg. Ende der 1950er Jahre kämpfte die Besitzerin Helene („Lenchen“) Goldschmidt, die als Leipziger Original galt, um eine Umbaugenehmigung. Diese erhielt sie erst, als sie bei einer zufälligen Begegnung vor ihrem Laden Walter Ulbricht (1893–1973) daran erinnerte, dass sein Vater für ihren Sohn einen Anzug genäht habe.
Anfang der 1990er Jahre war das Haus dem Verfall nahe, insbesondere als das Nachbarhaus einstürzte und Seiten- und Hintergebäude der Nr. 8 in Mitleidenschaft zog. Ein neuer Besitzer (Lang Projektentwicklung GmbH) unternahm von 1996 bis 2000 die aufwändige denkmalgerechte gründliche Sanierung. Dabei wurde die Gestaltung der Fassade des Erdgeschosses, in welchem nun ein Optiker beheimatet ist, an jene des 16. Jahrhunderts angelehnt (Rundbögen).